# Igreja Paroquial de Nossa Senhora da Oliveira
A Igreja de Nossa Senhora da Oliveira ou Igreja Paroquial de Canha situa-se na rua de Santo António, freguesia de Canha, município de Montijo, em Portugal.
Foi fundada no século XVI, sabendo-se que antes, no século XIII houve outra. Esta sofreu várias campanhas de obras durante os séculos XVII a XX.
Adossada à igreja existe uma capela dedicada a Nossa Senhora do Rosário, do século XVI, enquadrada por um belo arco de gosto renascentista. As paredes desta Capela são revestidas de azulejos enxequetados verdes e brancos do século XVI. O Altar tem um retábulo de talha dourada, com tábuas pintadas que representam cenas da Vida de Nossa Senhora. As paredes laterais da Capela-Mor e o arco que a separa do corpo da Igreja são forradas com azulejos policromos do século XVII.
A Igreja está classificado como imóvel de interesse municipal desde 1996.